# Friedrich Lehr (Politiker, 1917)
Friedrich Lehr (* 8. Juni 1917 in Maria Enzersdorf; † 27. Oktober 1990 in Mödling) war ein österreichischer Politiker (SPÖ) und Gewerkschafter. Er war von 1971 bis 1982 Abgeordneter zum Nationalrat.

## Leben
Lehr wurde in Maria Enzersdorf geboren, übersiedelte jedoch bereits früh mit seinen Eltern nach Mödling, wo er die Pflichtschule absolvierte. Er erlernte den Beruf des Zimmermanns und war nach mehrjähriger Arbeitssuche bei den Holzwerken Schleussner in Mödling beschäftigt. Im Jahr 1938 wurde Lehr zur Wehrmacht eingezogen. Er wurde zwei Mal verwundet und 1946 aus der amerikanischen Kriegsgefangenschaft entlassen. Nach seiner Rückkehr fand er ab 1948 wieder Arbeit bei den Holzwerken Schleussner, wobei er dort ab 1949 auch als Betriebsrat wirkte. Er absolvierte die dreijährige Fachschule für Gewerkschafter und trat 1956 als Fachsekretär der Bau- und Holzarbeiter in den Dienst des Österreichischen Gewerkschaftsbundes.
Lehr war ab 1952 auch Bezirksfunktionär der SPÖ Mödling, wurde 1955 zum Mitglied des Gemeinderates gewählt und wirkte als Stadtrat für Personal-, Fürsorge und Bauangelegenheiten. Ab 1970 hatte er das Amt des Vizebürgermeisters inne, zwischen dem 20. Dezember 1980 und dem 18. Juni 1982 war er Bürgermeister von Mödling. Er wurde 1969 zudem Bezirksobmann der SPÖ Mödling und wirkte innerparteilich als Mitglied des Landesparteivorstandes der SPÖ Niederösterreich. Des Weiteren wurde er Landesobmann der Gewerkschaft der Bau- und Holzarbeiter Niederösterreich und Landesstellenobmann für Wien, Niederösterreich und das Burgenland der Allgemeinen Unfallversicherungsanstalt. Im Nationalrat vertrat Lehr die SPÖ zwischen dem 12. Jänner 1971 und dem 30. September 1982.
Lehr wurde nach seinem Tod auf dem Stadtfriedhof Mödling beerdigt. In Mödling wurde die Friedrich Lehr-Straße nach ihm benannt.